# Pireuslejonet
Pireuslejonet eller runlejonet från Pireus är en antik marmorstaty, ursprungligen från Atens hamnstad Pireus i Grekland. Den togs som krigsbyte av Republiken Venedig i slutet av 1600-talet och är numera uppställd vid entrén till Arsenalen i Venedig. Statyn är berömd för den runinskrift som ristades när den under vikingatiden befann sig i Grekland och som återupptäcktes först i slutet av 1700-talet. En gipskopia av lejonet finns i Historiska museet i Stockholm. Runorna beskriver att "Svīar", (Svear) lät rista detta lejon. Dessa svear var med stor sannolikhet Väringar, vikingatida krigare som från 900-talet till 1100-talet tog lejd hos den bysantinske kejsaren i dennes livgarde, väringagardet.

## Statyn

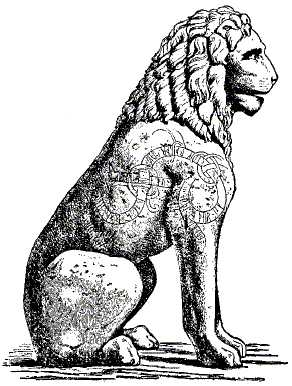
Pireuslejonet.

Statyn är av marmor och föreställer ett sittande lejon. Den är mer än tre meter hög och har ursprungligen varit placerad i Atens hamn Pireus, där den åtminstone funnits alltsedan det första eller andra århundradet efter Kristi födelse, därför har den kommit att kallas Pireuslejonet. Lejonet togs förmodligen fram som en vattenkastare. Det finns källor från 1500- och 1600-talen som beskriver hur dricksvatten från berget Deli Dag, det tokiga berget, sprutade ut ur lejonets mun och vidare ner i en cistern.

## Krigsbytet
År 1687 belägrades Aten av venetianska trupper under befäl av den svenske fältmarskalken Otto Wilhelm Königsmarck, som gått i Venedigs tjänst. Lejon är en symbol för Venedigs skyddshelgon Markus vilket antagligen var en av anledningarna till att just den statyn fördes till Venedig som krigsbyte år 1688. Statyn står idag uppställd utanför Arsenalen i Venedig.

## Runristningen
Vid slutet av 1700-talet upptäckte den svenske diplomaten Johan David Åkerblad att runor var ristade på lejonets båda sidor, dock delvis skadade och otydliga. Idag är inskriften än mer oläslig på grund av den vittring som lejonet har blivit utsatt för, bland annat genom luftföroreningar. Runristningen på högra sidan av lejonets kropp kan utifrån sin komplicerade utsmyckning möjligen ha tillkommit under 1000-talets andra hälft.
Dagens runforskare menar att runorna ristats vid flera olika tillfällen eftersom stilarna skiljer sig. Forskarna är endast överens om att ordet "trikir" finns ristade. Det ordet är av samma stam som ordet "drängar" och tolkas som "unga män" eller "kämpar". Det föreligger också viss enighet att ordet "hamn denna" kan läsas.

### Tolkningar
Flera olika försök har gjorts för att läsa och tolka runorna. Alla bedömare har konstaterat att en del av runorna på Pireuslejonet är ristade i en drakslinga i traditionell, uppländsk runstensstil.

#### Nils Fredrik Sander 1895
Ämbetsmannen och konstkännaren Nils Fredrik Sander tolkade 1895 runorna fritt till:
»hakun vonþir ulfr auk þaira mitl(iþs)uþfar(ar) arþo a hafn þisa : þir min hofu a bun, haratafan(ki) fiabuta, v(ibg)an uk saka(rli)þ v- ufr kr(ik)þ(i)þisvarþ : talk nauþf(u)ss i fa(ikna)laþum a k(i)ll; a vanfar annu(ngs)h(al)a rakna ritu þir runar þ(isar). (K)irmi h(i)uk

þair × ask(m)a(na)l(iþ)ar × at f(u)lnaþi × (dr)ukko × a vik(r)boþins s(amn)ati × at afa(n)ki × þufnar ufrar × uk sa k(rikþori bann)aþisk vi a vanfari × osmun(t)r hjak runar þisar.»
Vilket han läste ut till:
Håkan, Vonder, Ulf och deras medutfarande härkamrater ankrade å dena hamn; dessa män tillvägabragte på uppmaning, för indrifvande med vapenmakt af böter, krigsförbud för utförsel och en (väpnad) utsökningsflock gent emot grekfolkets skyddsvakt (lejonet); till ett vanmärke för de fega upprorsmännen ritade de dessa runor. Germe högg.

Skeppshärmännen rikligen drucko å hamngästabudets gille till utbrottet af en häftig träta; och grekhopen beskärmade sig illa öfver vanheder. Osmund högg dessa runor.

#### Erik Brate 1913
Runologen Erik Brate tolkade 1913 inskriften på följande sätt:
Höggo de honom i härskarans mitt; men i denna hamn höggo männen runor efter Horse, en bonde god, vid viken. Anbragte svear detta på lejonet. Han förfor med klokhet, guld vann han på sin färd. Kämpar ristade runor, [på rikt sirad slinga] höggo: De Äskil (m. fl. och To)rlev läto hugga väl, som i Rodrsland Roslagen bodde. N. N. son till N. N. högg dessa runor. … Svear ristade detta på lejonet …

#### Thorgunn Snædal 2014
2014 publicerade runologen Thorgunn Snædal en nyläsning av inskriptionerna på lejonet. Den byggde på ca 85 timmars studier på plats vid fyra besök under flera år. Hon underströk att ristningen på lejonets högra sida håller hög professionell kvalitet och att Åsmund måste ha varit yrkesman.
Vänster sida, tidiga 1000-talet:
: hiaku þir hilfniks min----- en i hafn þesi þir min i-ku runar at hau-sa buta-... hua-... þu suiar þeta leinu f... -aþrgailtuankearu-
… de högg(?) (runorna), hälftens (i.e. truppens) män … och i denna hamn, dessa män högg runor efter Horse bonde … Svear ombesörjde detta på lejonet. (Han) föll/omkom innan han kunde uppbära en gäld.
Vänster lår, troligen 1000-talet:
trikir < rist runir
Krigare/unga män ristade runorna
Höger sida, sena 1000-talet:
asmuntr x risti [x]… …[n]ar þisar x þair x isk-… …þurlifr ---- auk x [-x ] u/r/b …- o-… ---t-… …-ufruk…r…s--…--…uanfarn x
Åsmund ristade … dessa runor, de Eskil/Askel … … Torlev(?) och …

## Kopior
En gipskopia av Pireuslejonet gjordes på 1890-talet på uppdrag av Nils Fredrik Sander, som också tolkade runorna. Kopian finns idag på Statens historiska museum och är museets största föremål. En tid gick det rykten att avgjutningarna kom till Historiska Museet på 1920-talet som en gåva från Mussolini.
Sedan år 2002 står en kopia av Pireuslejonet på den ursprungliga platsen i Atens hamn Pireus efter ett initiativ av den svenske amatörarkeologen Helmut Schulze och den grekiska ingenjören Apostolos Dombros. Initiativtagarna började med pengainsamling 1989 och år 1993 fick den grekiske bildhuggaren Georgios Mengulas uppdraget. Lejonet kunde avtäckas i juni 2002 och är nu uppställt på Akra Alkimos vilket är Pireus nordligaste udde.

## Lejonet i kulturen
Pireuslejonet och dess runristningar spelar roll för handlingen i seriealbumet Sirat Al-Bunduqiyyah, där Hugo Pratts äventyrare Corto Maltese letar efter dolda skatter i sin födelsestad.

## Galleri

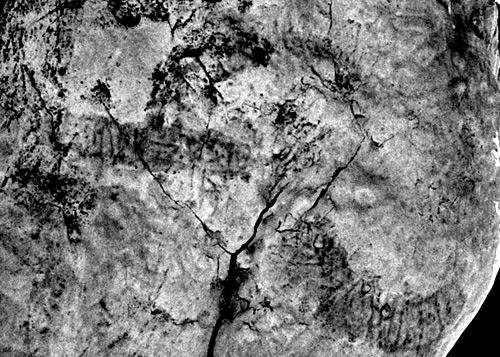
Foto av inristningen (med överdriven kontrast för att öka synbarheten).
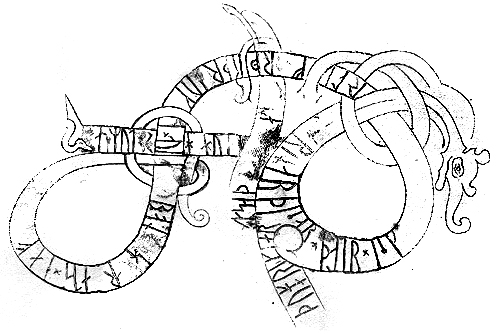
Avbildning av inristningen